# Bernd Kannenberg
Bernd Gerhard Kannenberg (Königsberg, 20 agosto 1942 – Münster, 13 gennaio 2021) è stato un marciatore tedesco.

## Biografia
Nato nella città prussiana di Königsberg (oggi Kaliningrad), subì, con la famiglia, l'occupazione sovietica nel 1945. A causa delle condizioni imposte dagli occupanti, la sua famiglia fuggì e fu tra quelle trasportate dalla nave da crociera Wilhelm Gustloff. Questa venne affondata dal sommergibile sovietico S 13 e solo poco meno di mille dei passeggeri sopravvisse, tra cui Bernd, due cugini e una nonna. Trasferitisi in Turingia, da qui, prima della costruzione del muro di Berlino, traslocarono in Germania Ovest. Si dedicò all'atletica leggera ed entrò, successivamente, nel Gruppo Sportivo dell'Esercito di cui, dopo il ritiro, fu per qualche tempo, allenatore dei marciatori. 
Ai Giochi della XX Olimpiade vinse l'oro nei 50 km di marcia ottenendo un tempo migliore del russo Veniamin Soldatenko (medaglia d'argento) e dello statunitense Larry Young.

## Palmarès
| Anno | Manifestazione  | Sede              | Evento          | Risultato | Misura    | Note |
| ---- | --------------- | ----------------- | --------------- | --------- | --------- | ---- |
| 1972 | Giochi olimpici | Monaco di Baviera | 50 km di marcia | Oro       | 3h56'11"6 | RO   |